# Jason Candle

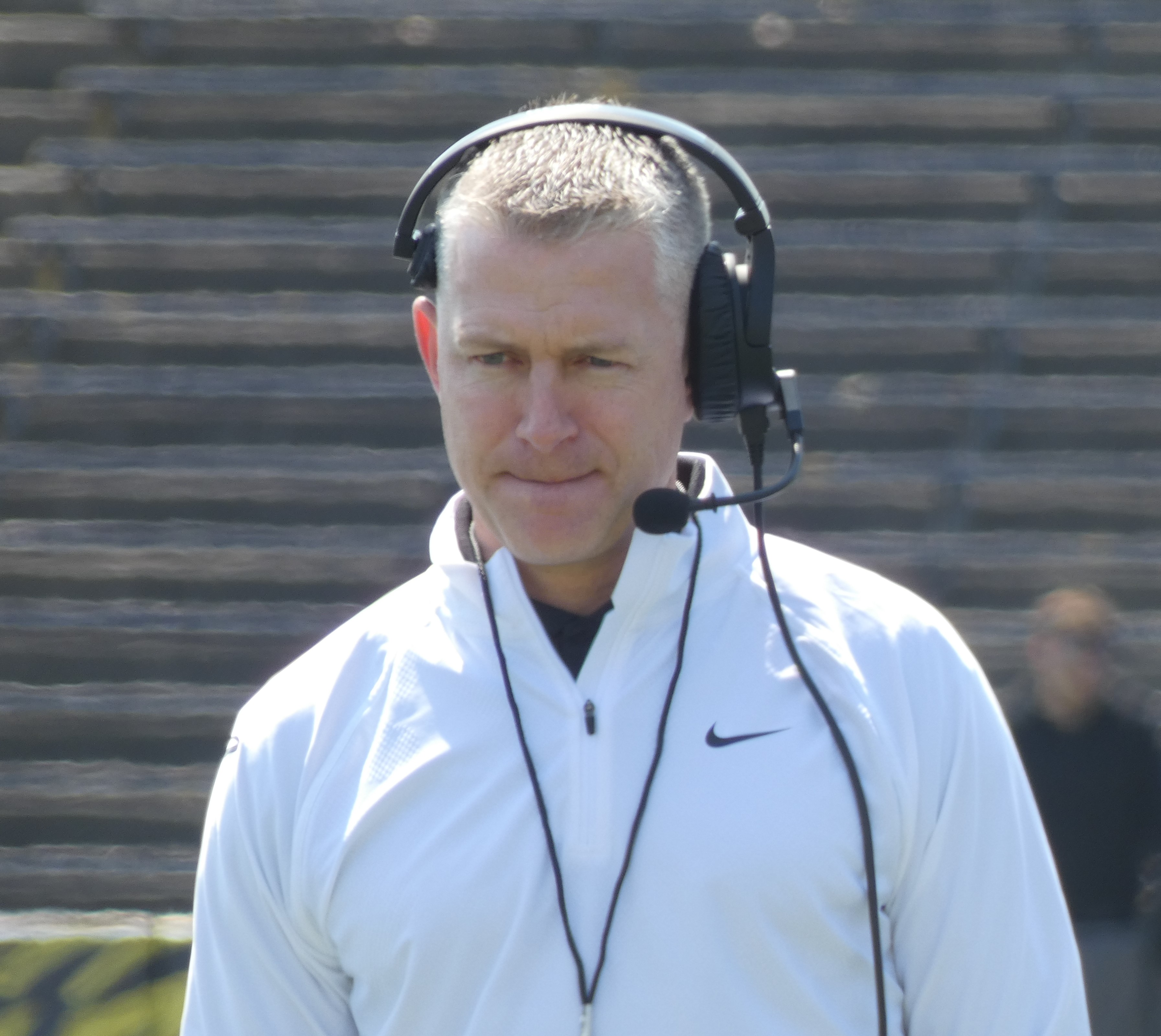
Candle im April 2023

Jason Candle (* 1979/1980 in Salem, Ohio) ist ein US-amerikanischer American-Football-Trainer. Derzeit ist er Head Coach der Toledo Rockets.

## Karriere

### Spielerkarriere
Candle spielte vier Jahre auf der Position des Wide Receivers College Football. Nach zwei Jahren am Geneva College wechselte Candle an die University at Mount Union. Dort gewann er mit den Mount Union Purple Raiders in zwei Saisons alle 28 Spiele und damit auch zweimal die Division-III-Meisterschaft. In seinem letzten Jahr wurde er zum First-team All-Ohio Athletic Conference gewählt.

### Trainerkarriere

#### Assistenztrainer
Seine Trainerkarriere begann Candle 2003 an seiner Alma Mater als Trainer der Wide Receiver. 2007 wurde er zum Offensive Coordinator und Recruiting Coordinator befördert. Mit Mount Union gewann er 2005, 2006 und 2008 die Meisterschaft der Division III und verlor 2003 und 2007 im Finale. 2009 wurde Candle von Tim Beckman an die University of Toledo geholt und begann als Trainer der Slot Receiver und Tight Ends für die Toledo Rockets aus der Mid-American Conference (MAC). Nachdem Matt Campbell 2012 die Rolle des Head Coaches in Toledo übernahm, behielt er Candle im Stab als Trainer der Wide Receiver. Zusätzlich machte er ihn zum Offensive Coordinator. Zur Saison 2014 wurde Candle von den Receivern abgezogen, eine Trainerposition die stattdessen Derek Sage übernahm, und stattdessen als Trainer der Quarterbacks eingesetzt, blieb jedoch Offensive Coordinator.

#### Head Coach
Nach Ende der regulären Saison 2015 verließ Campbell Toledo in Richtung Iowa State und Candle plante mit ihm zu ziehen. Candle bekam jedoch die Rolle des Head Coaches für die Rockets angeboten, was ihn dazu bewegte in Toledo zu bleiben. Sein erstes Spiel als Head Coach wurde dadurch das Bowl-Spiel, für das sich die Rockets qualifiziert hatten. Im Boca Raton Bowl konnte Candle mit 32:17 über die Temple Owls seinen ersten Sieg als Head Coach feiern. In der ersten kompletten Saison als Head Coach erzielte Candle neun Siege in dreizehn Spielen, verlor jedoch mit den Rockets im Camillia Bowl. Im Anschluss wurde sein Vertrag mit Toledo vorzeitig um ein Jahr bis 2021 verlängert. 2017 führte Candle die Rockets zu zehn Siegen in den zwölf Regular-Season-Spielen und brachte sie damit zum ersten Mal seit 2004 ins MAC Football Championship. Für diese Leistung wurde er zum MAC Coach of the Year (Trainer des Jahres der Conference). Im Championship Game besiegten die Rockets mit 45:28 die Akron Zips, wodurch Candle erstmals die MAC gewann. Am 15. Dezember 2017 wurde sein Vertrag vorzeitig um zwei Jahre verlängert, was ihn bis 2023 an Toledo bindet. Nachdem Candle mit den Rockets 2022 erneut die Conferencemeisterschaft gewinnen konnte, wurde sein Vertrag bis zur Saison 2026 verlängert.

## Head-Coaching-Statistik
| Saison | Siege | Niederlage | Post-Season |
| ------ | ----- | ---------- | --- |
| 2015   | 1     | 0          | 32:17-Sieg gegen Temple Owls im Boca Raton Bowl                                                                                      |
| 2016   | 9     | 4          | 28:31-Niederlage gegen Appalachian State Mountaineers im Camillia Bowl                                                               |
| 2017   | 11    | 3          | 45:28-Sieg gegen Akron Zips im MAC Football Championship 0:34-Niederlage gegen Appalachian State Mountaineers im Dollar General Bowl |
| 2018   | 7     | 6          | 32:35-Niederlage gegen FIU Panthers im Bahamas Bowl                                                                                  |
| 2019   | 6     | 6          | — |
| 2020   | 4     | 2          | — |
| 2021   | 7     | 6          | 24:31-Niederlage gegen Middle Tennessee Blue Raiders im Bahamas Bowl                                                                 |
| 2022   | 9     | 5          | 17:7-Sieg gegen Ohio Bobcats im MAC Football Championship 21:19-Sieg gegen Liberty Flames im Boca Raton Bowl                         |
| Gesamt | 55    | 32         | 3–4 |

## Stil
Als Spieler bescheinigte ihm sein Head Coach in Mount Union, Larry Kehres, ein präziser Passroutenläufer gewesen zu sein, einen guten Instinkt und gute Fangqualitäten gehabt zu haben.
Als Trainer gilt Candle als hervorragender Rekrutierer, der gute Beziehungen zu Highschool-Spielern und -Trainer aufbauen kann. Offensiv setzt er vor allem auf Formationen mit jeweils einem Runningback und Tight End, was den Wechsel von Spread Offense auf Power Run Offense ohne Personalwechsel ermöglicht. Zudem ist er an Vielseitigkeit bedacht, lässt also sowohl das Passspiel, als auch das Laufspiel zum Zuge kommen.

## Privates
Candle ist verheiratet und hat drei Kinder, zwei Söhne und eine Tochter.